# Vujadin Boškov
Vujadin Boškov (en serbe : Вујадин Бошков), né le 16 mai 1931 à Begeč et mort le 27 avril 2014 à Novi Sad (Serbie), est un footballeur international yougoslave et entraîneur de football serbe.
Sélectionné à 57 reprises en équipe de Yougoslavie dans les années 1950, ce milieu de terrain (ailier ou milieu défensif) remporte notamment la médaille d'argent aux Jeux olympiques de 1952. Il devient par la suite un entraîneur réputé, notamment lorsqu'il remporte avec la Sampdoria Gênes la Coupe d'Europe des vainqueurs de coupe en 1990, puis le championnat d'Italie l'année suivante.

## Biographie

### Joueur
Boškov naît dans le village de Begeč, près de Novi Sad dans l'actuelle Serbie. En 1948-1949 il débute en équipe première du FK Vojvodina Novi Sad (connu comme le Sloga Novi Sad jusqu'en 1950), le club de sa ville natale, où il réalise la majeure partie de sa carrière. Dans un championnat cadenassé chaque année par les clubs de Belgrade (Étoile rouge et Partizan) et l'Hadjuk Split, le FK Vojvodina ne lui offre aucun titre au palmarès, malgré des performances honorables par rapport au statut du club. L'équipe termine à la 2e place du championnat en 1957, à la 3e en 1959, 4e en 1953. En 13 saisons il va y disputer 198 matchs de Prva Liga (la première division) et inscrire 15 buts. En Coupe Mitropa, l'équipe de Voivodine est finaliste en 1957 et demi-finaliste en 1959. 
À partir de juin 1951, il est cependant sélectionné en équipe nationale. Il est des Jeux olympiques de 1952, où la Yougoslavie s'incline face à la Hongrie en finale après avoir notamment battu l'Union soviétique, le Danemark et la RFA. Il dispute également comme titulaire les Coupes du monde de 1954 et 1958, où les Yougoslaves s'inclinent deux fois face aux Allemands en quart de finale. Sa carrière internationale s'arrête avec cette dernière compétition, après 57 sélections.
Le 13 août 1955, il est par ailleurs de la sélection européenne (en) qui bat celle de Grande-Bretagne à Belfast (4-1, buts du Français Jean Vincent et du Yougoslave Bernard Vukas). Il apparaît au 14e rang du classement du Ballon d'or 1958, dont il est le seul représentant yougoslave.

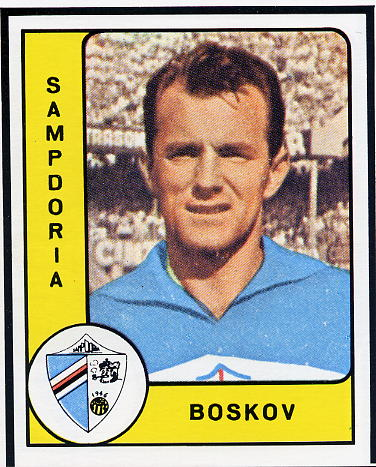
Boškov sous le maillot de la Sampdoria

À son retour au club, il ne joue quasiment plus. En 1961, à 30 ans, il est autorisé à quitter la Yougoslavie et signe à la Sampdoria de Gênes, en Italie, avec son compatriote et coéquipier Todor Veselinović. Diminué par des soucis physiques, il n'en porte le maillot qu'une saison, pour seulement treize matchs de championnat. L'année suivante il signe aux Young Fellows de Zurich comme entraîneur-joueur, pour deux saisons. Il est relégué à l'issue de son premier exercice.

### Entraîneur

#### Débuts en Yougoslavie
En 1964, Boškov retourne dans le club de ses débuts, le FK Vojvodina, en proie à d'importantes difficultés. Il en devient le directeur technique, secondé par Branko Stanković comme entraineur. Boškov modernise largement le club, entreprend la construction d'un centre d'entrainement (qui sera rebaptisé en son honneur en 1996), développe les activités de recrutement, etc. En 1966, le duo réussit l'exploit de remporter le championnat de Yougoslavie, le premier titre de l'histoire du club. L'équipe compte parmi ses vedettes l'attaquant Silvester Takač et le gardien de but Ilija Pantelić. En Coupe d'Europe, l'équipe élimine l'Atlético de Madrid, en match d'appui, mais, privée de Takač, s'incline en quart de finale face au Celtic Glasgow, futur vainqueur, malgré une victoire 1-0 à Novi Sad. 4e du championnat en 1967, le club est encore quart-de-finaliste de la Coupe des villes de foires 1967-1968. Avec ses moyens financiers modestes, le club rentre cependant progressivement dans le rang, d'autant qu'il est frappé par le décès accidentel du jeune international Stevan Nešticki, à 23 ans. 
Après un passage au sein du comité de sélection de l'équipe nationale à l'automne 1966, pour quatre matchs, Boškov est nommé sélectionneur début 1971. Les Plavi devancent les Pays-Bas de Johan Cruijff aux éliminatoires de l'Euro 1972 mais s'inclinent en quart de finale face à l'Union soviétique à Moscou (0-3). En guise d'Euro, les Yougoslaves partent jouer la Coupe de l'Indépendance du Brésil. Seulement battus par les Brésiliens, les coéquipiers de Dragan Džajić finissent 3e après une dernière victoire sur l'Argentine. En difficulté lors des tours préliminaires à la Coupe du monde de football 1974 après un match nul à domicile face à l'Espagne, il quitte son poste fin 1973. Miljan Miljanić parviendra finalement à qualifier la sélection après un match de barrage victorieux sur les mêmes Espagnols.

#### Confirmation aux Pays-Bas et en Espagne

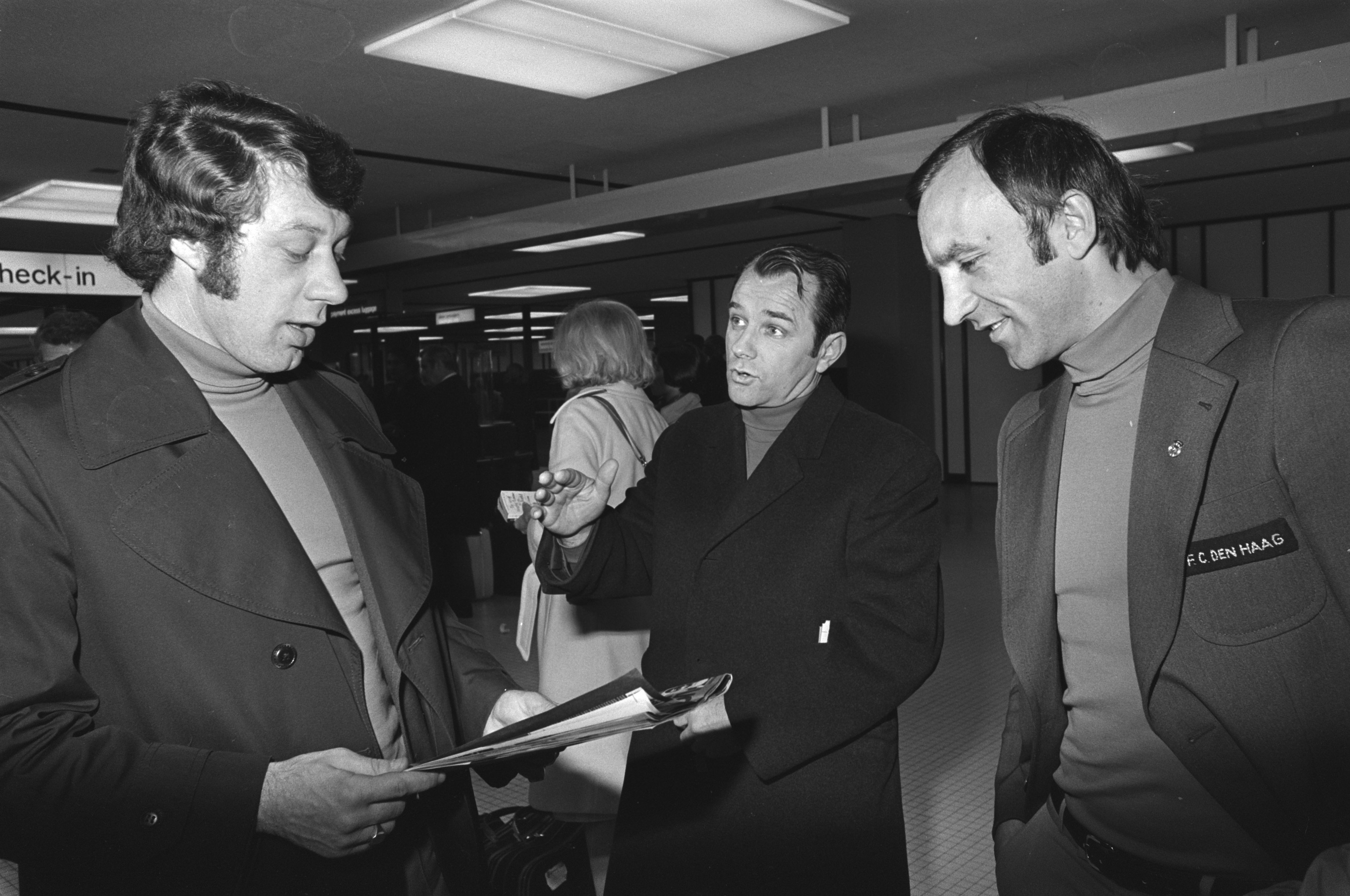
Boškov entouré d'Aas Mansveld et Dojčin Perazić en 1976.

Il démarre alors un riche carrière d'entraîneur en club, initiée aux Pays-Bas, en Eredivisie. C'est un entraineur typique de l'école yougoslave, autoritaire et portant une grande attention à la condition physique de ses joueurs. Arrivé au FC Den Haag en 1974, il y remporte la coupe des Pays-Bas pour sa première saison. En 1976, il est recruté par le Feyenoord Rotterdam où il reste deux saisons avant de tenter sa chance en Espagne. 
Après une première pige au Real Saragosse, il est nommé sur le banc du Real Madrid CF en 1979, quelques mois après le départ de son compatriote Miljanić et un an après le décès de l'emblématique président Santiago Bernabéu. Son équipe, pratiquement entièrement espagnole et renforcée par l'Allemand Uli Stielike et l'Anglais Laurie Cunningham, recruté pour un montant record, est particulièrement solide et use le plus grand parti possible de la contre-attaque. Il remporte pour sa première saison le doublé Liga-coupe d'Espagne, dont la finale oppose le Real à sa propre équipe réserve, la Castilla... Le 2e exercice, dont Cunningham manque la majeure partie, s'achève cruellement : les Madrilènes sont privés du titre à la dernière minute par la Real Sociedad et battus en finale de la Coupe des clubs champions européens 1980-1981, la première du club depuis 1966, par les Anglais de Liverpool (1-0),. Pour sa troisième et dernière saison, il démissionne fin mars alors que son équipe vient de s'incliner lourdement en quart de finale de la Coupe UEFA face aux Allemands de Kaiserslautern (5-0) et que la course au titre est mal engagée. Finalement les Madrilènes remportent la finale de la Coupe d'Espagne, mais terminent à une décevante 3e place en championnat. À l'été 1982, il reprend du service au Sporting de Gijon, où il reste deux saisons avec une réussite modeste.

#### Consécration à la Sampdoria de Gênes
En 1984, Boškov part en Italie, dont le championnat est en passe de devenir le plus relevé au monde. Il dirige Ascoli, un club modeste dont il ne peut empêcher la relégation pour sa première saison, mais avec lequel il remporte la Serie B l'année suivante. 
En 1986, Boškov est nommé sur le banc de son ancien club, la Sampdoria de Gênes, présidée par l'ambitieux Paolo Mantovani depuis 1979. En championnat la domination du Naples de Maradona, du Milan AC de Sacchi, de l'Inter Milan et de la Juventus Turin est très difficile à contester, la Sampdoria terminant 6e, 4e puis deux fois 5e de Serie A lors des quatre premières saisons de Boškov. Cependant il mène son équipe à de grands succès en Coupe. Vainqueur de la coupe d'Italie en 1988 puis 1989, la Sampdoria atteint la finale de la Coupe d'Europe des vainqueurs de coupe en 1989 et 1990. Battus la première fois par la Dream team naissante du FC Barcelone de Cruijff, les Italiens prennent leur revanche l'année suivante sur les Belges d'Anderlecht, grâce à deux buts de Gianluca Vialli, meilleur buteur de la compétition. Ils disputent la Supercoupe de l'UEFA 1990 au Milan AC, double champion d'Europe en titre, qui l'emporte à domicile.
Sur la lancée de son succès européen, l'équipe de Boškov remporte le championnat d'Italie en 1991. Ses vedettes sont Vialli, Roberto Mancini ou encore Gianluca Pagliuca. L'année suivante, ils atteignent la finale de Coupe des clubs champions européens où ils retrouvent le Barça.  Entre deux équipes réputées pour leur jeu « chatoyant », la bataille tactique est remportée par les hommes de Johan Cruyff (1-0). 
Cette finale sera le dernier fait d'armes de Boškov, malgré de nouvelles saisons sur des bancs en Italie et en Suisse. Passé par l'AS Rome, Boškov y fait débuter Francesco Totti le 28 mars 1993. L'année suivante à Naples, il dirige son 108e et dernier match européen, trente ans après le premier. En 2010, ce seuil n'avait été atteint que par une vingtaine d'entraîneurs. Au Servette FC de Genève, il est licencié cinq mois après sa nomination, en décembre 1996, à la suite du rachat du club par Canal+ et à la non-qualification du club genevois pour le tour final du championnat de Suisse.

#### Fin de carrière en Serbie
En août 1999, il est nommé à la tête de la sélection de la République fédérale de Yougoslavie (qui rassemble la Serbie et le Monténégro). Malgré une situation compliquée, il parvient à la qualifier pour l'Euro 2000, après un match nul épique à Zagreb contre la Croatie. Âgé de 69 ans, Boškov devient le sélectionneur le plus âgé de l'histoire de la compétition. La préparation est particulièrement mouvementée, les Yougoslaves, qui se plaignent d'avoir été boycotté par les sélections européennes dans le contexte de la guerre du Kosovo, ayant réalisé leur préparation en Asie du Sud-Est. Boškov fait jouer à son équipe, particulièrement âgée, un jeu très offensif. Après avoir remonté trois buts à la Slovénie, malgré l'expulsion d'un des leurs, puis battu la  Norvège, les Yougoslaves réalisent un match mémorable contre l'Espagne, un des favoris, vainqueur 4-3 dans le temps additionnel. Opposée en quart de finale aux Pays-Bas, favori et organisateur de la compétition, la Yougoslavie explose. Boškov quitte la sélection. Il la reprend brièvement en duo avec Ivan Ćurković, entre juin et octobre 2001, à la suite du licenciement de Milovan Đorić,.
En 2006, alors qu'il a arrêté sa carrière d'entraîneur, il retourne à la Sampdoria Gênes comme formateur de jeunes.
Il meurt le 27 avril 2014 à l'âge de 82 ans.

## Personnalité
Boškov passe pour être un fin psychologue, cultivé, à la fois proche et respecté de ses joueurs ,. Au Real, il n'a par exemple pas de préparateur physique et s'occupe lui-même des entrainements, afin qu'ils soient à la fois efficaces et amusants. Il sait motiver et stimuler ses joueurs sans céder à la colère.
Il se fait connaître et apprécier des supporters pour son aisance dans les médias, illustrée par ses expressions et lapalissades restées célèbres en Espagne et en Italie.

## Carrière de joueur

### Statistiques
| Saison    | Club                  | Championnat | Matchs | Buts |
| --------- | --------------------- | ----------- | ------ | ---- |
| 1948-1949 | Sloga Novi Sad        | D1          | 4      | 0    |
| 1950      | Sloga Novi Sad        | D2          | ?      | ?    |
| 1951      | FK Vojvodina Novi Sad | D1          | 22     | 1    |
| 1951-1952 | FK Vojvodina Novi Sad | D1          | 14     | 3    |
| 1952-1953 | FK Vojvodina Novi Sad | D1          | 20     | 2    |
| 1953-1954 | FK Vojvodina Novi Sad | D1          | 22     | 3    |
| 1954-1955 | FK Vojvodina Novi Sad | D1          | 25     | 5    |
| 1955-1956 | FK Vojvodina Novi Sad | D1          | 26     | 0    |
| 1956-1957 | FK Vojvodina Novi Sad | D1          | 26     | 1    |
| 1957-1958 | FK Vojvodina Novi Sad | D1          | 20     | 0    |
| 1958-1959 | FK Vojvodina Novi Sad | D1          | 3      | 0    |
| 1959-1960 | FK Vojvodina Novi Sad | D1          | 0      | 0    |
| 1960-1961 | FK Vojvodina Novi Sad | D1          | 3      | 0    |
| 1961-1962 | Sampdoria Gênes       | D1          | 13     | 0    |
| 1962-1963 | Young Fellows Zurich  | D1          | 14     | 4    |
| 1963-1964 | Young Fellows Zurich  | D2          | ?      | ?    |

### Équipe nationale
- 57 sélections en équipe de Yougoslavie entre 1951 et 1958
- Médaille d'argent aux Jeux olympiques de 1952

## Carrière d'entraîneur
| - BSC Young Boys (1962-1964) - FK Vojvodina Novi Sad (1964-1971) - Yougoslavie (1966) (co-sélectionneur) - Yougoslavie (1971-1973) - FC Den Haag (1974-1976) - Feyenoord Rotterdam (1976-1978) - Real Saragosse (1978-1979) - Real Madrid CF (1979-1982) - Real Sporting de Gijón (1983-1984) - Ascoli Calcio 1898 (1984-1986) - UC Sampdoria (1986-1992) - AS Rome (1992-1993) - SSC Naples (1994-1996) - Servette FC (1996) - UC Sampdoria (1997-1998) - Pérouse Calcio (1999) - RF Yougoslavie (1999-2000) - RF Yougoslavie (2001) (co-sélectionneur) | FK Vojvodina Novi Sad - Vainqueur du championnat de Yougoslavie en 1966 FC Den Haag - Vainqueur de la Coupe des Pays-Bas en 1975 Real Madrid - Vainqueur du championnat d'Espagne en 1980 - Vainqueur de la Coupe d'Espagne en 1980 - Finaliste de la Coupe des clubs champions européens en 1981 Ascoli - Vainqueur de la Serie B du championnat d'Italie en 1986 Sampdoria - Vainqueur de la Coupe d'Europe des vainqueurs de coupe en 1990 - Vainqueur du championnat d'Italie en 1991 - Vainqueur de la Coupe d'Italie en 1988 et 1989 - Vainqueur de la Supercoupe d'Italie en 1991 - Finaliste de Coupe d'Europe des vainqueurs de coupe en 1989 - Finaliste de la Supercoupe de l'UEFA en 1990 - Finaliste de la Coupe des clubs champions européens en 1992 |